# Georges Mollard
Georges Mollard   (Canes, 25 d'abril de 1902 - Canes, 2 de novembre de 1986) va ser un regatista francès que va competir a començaments del segle xx.
El 1924 va prendre part en els Jocs Olímpics de París, on va guanyar la medalla de bronze en la regata de 8 metres del programa de vela, a bord del Namoussa, junt a Louis Bréguet, Pierre Gauthier, Robert Girardet i André Guerrier.